# 노엘 카워드
노엘 퍼스 카워드 경(영어: Sir Noël Peirce Coward, 1899년 12월 16일 ~ 1973년 3월 26일)은 잉글랜드의 극작가이자 배우이다.
생전에 매우 특이한 배우로 꼽혔으며, 많은 희곡을 썼다. 특히 기지에 찬 대화, 어딘지 모르게 풍기는 에로티시즘이 특색이다. 또한 그의 희곡은 경쾌하고 묘한 매력으로 잘 알려져 있다.
《소용돌이》(1924), 《타락한 천사》(1925), 《고초열(枯草熱)》(1925), 《시로코》(1927), 《사생활》(1930), 《기마대》(1931), 《명랑한 유령》(1943), 상대적 가치(1951), 《나부(裸婦)와 바이올린》(1956) 등을 발표하였다.
작곡과 노래에도 능했으며, 2편의 자서전을 남겼다.

## 서훈
- 1970년 기사작위(Knight Bachelor) 서임[1]